# ハミルトン郡 (アイオワ州)
ハミルトン郡（英: Hamilton County）は、アメリカ合衆国アイオワ州の中央部北に位置する郡である。2010年国勢調査での人口は15,673人であり、2000年の16,438人から4.7％減少した。郡庁所在地はウェブスターシティ市（人口8,070人）であり、同郡で人口最大の都市でもある。ハミルトン郡は1856年に設立され、郡名はアイオワ州上院議長を務めたウィリアム・W・ハミルトンに因んで名付けられた。

## 地理
アメリカ合衆国国勢調査局に拠れば、郡域全面積は577.44平方マイル (1,495.6 km2)であり、このうち陸地576.68平方マイル (1,493.6 km2)、水域は0.76平方マイル (2.0 km2)で水域率は0.13％である。

### 主要高規格道路
| - 州間高速道路35号線 - アメリカ国道20号線 - アメリカ国道69号線 - アイオワ州道17号線 | - アイオワ州道175号線 |

### 隣接する郡
- ライト郡 - 北
- ハーディン郡 - 東
- ストーリー郡 - 南東
- ブーン郡 - 南西
- ウェブスター郡 - 西

## 人口動態

### 2020年国勢調査
基礎データ
- 人口: 15,039人
- 人口密度: 10人/km2（27人/mi2）
- 住居数: 7,037軒
- 使用住居: 6,283軒[5]

### 2010年国勢調査
以下は2010年国勢調査による人口統計データである。
基礎データ
- 人口: 15,673人
- 人口密度: 10人/km2（27人/mi2）
- 住居数: 7,219軒
- 使用住居: 6,540軒[6]

### 2000年国勢調査

2000人口ピラミッド

以下は2000年国勢調査による人口統計データである。
| 基礎データ - 人口: 16,438人 - 世帯数: 6,692 世帯 - 家族数: 4,597 家族 - 人口密度: 11人/km2（28人/mi2） - 住居数: 7,082軒 - 住居密度: 5軒/km2（12軒/mi2） 人種別人口構成 - 白人: 96.71% - アフリカン・アメリカン: 0.23% - ネイティブ・アメリカン: 0.20% - アジア人: 1.46% - 太平洋諸島系: 0.01% - その他の人種: 0.61% - 混血: 0.78% - ヒスパニック・ラテン系: 1.42% 年齢別人口構成 - 18歳未満: 25.4% - 18-24歳: 7.1% - 25-44歳: 27.1% - 45-64歳: 22.4% - 65歳以上: 18.0% - 年齢の中央値: 39歳 - 性比（女性100人あたり男性の人口） - 総人口: 98.0 - 18歳以上: 94.8 | 世帯と家族（対世帯数） - 18歳未満の子供がいる: 30.6% - 結婚・同居している夫婦: 57.9% - 未婚・離婚・死別女性が世帯主: 7.6% - 非家族世帯: 31.3% - 単身世帯: 27.5% - 65歳以上の老人1人暮らし: 13.6% - 平均構成人数 - 世帯: 2.43人 - 家族: 2.95人 収入と家計 - 収入の中央値 - 世帯: 38,658米ドル - 家族: 45,771米ドル - 性別 - 男性: 30,579米ドル - 女性: 23,595米ドル - 人口1人あたり収入: 18,801米ドル - 貧困線以下 - 対人口: 6.3% - 対家族数: 4.3% - 18歳未満: 7.7% - 65歳以上: 5.5% |

## 都市と町
| - ウェブスターシティ - 郡庁所在地 - ブレアーズバーグ - エルスワース - ジュウェルジャンクション - カムラー | - ランドール - スタンホープ - ストラットフォード - ウィリアムズ |

### 郡区
- フリーモント郡区
- キャス郡区
- ブレアーズバーグ郡区
- ウィリアムズ郡区
- フリーダム郡区
- インディペンデンス郡区
- ローズグローブ郡区
- ウェブスター郡区
- ハミルトン郡区
- リヨン郡区
- リンカーン郡区
- マリオン郡区
- クリアレイク郡区
- エルズワース郡区
- スコット郡区
- リバティー郡区